# Карреньо, Дарио
Абрахам Дарио Карреньо Рохан (исп. Abraham Darío Carreño Rohan; родился 13 января 1988 года в Монтеррее, Мексика) — мексиканский футболист, нападающий коста-риканского клуба «Мунисипаль Гресия».

## Клубная карьера
Карреньо — воспитанник клуба «Монтеррей» из своего родного города. 12 октября 2008 года в матче против «Атласа» он дебютировал в мексиканской Примере. 25 января 2009 года в поединке против «Индиос» Дарио забил свой первый гол за команду. В составе «Монтеррея» Карреньо дважды стал чемпионом Мексики, завоевал Кубок чемпионов КОНКАКАФ и выиграл Интерлигу. В 2012 году он занял третье место на клубном чемпионате мира.
В начале 2013 года он перешёл в «Пачуку». 6 января в матче против «Атланте» он дебютировал за новую команду. В этом же поединке Дарио забил свой первый гол за «Пачуку». В 2014 году Карреньо помог команде завоевать серебряные медали национального первенства.
В начале 2015 года Дарио перешёл в УАНЛ Тигрес. 11 января в матче против «Атласа» он дебютировал за «тигров».

## Достижения
Командные
 «Монтеррей»
- Чемпионат Мексики по футболу — Аперутра 2009
- Чемпионат Мексики по футболу — Аперутра 2010
- Победитель Лиги чемпионов КОНКАКАФ — 2010/2011
- Победитель Лиги чемпионов КОНКАКАФ — 2011/2012
- Победитель Интерлиги — 2010
- Клубный чемпионат мира по футболу — 2012